# Januariusz Gościmski
Januariusz Wojciech Gościmski (ur. 9 listopada 1936, zm. 20 marca 2014 w Warszawie) – polski inżynier mechaniki precyzyjnej.

## Życiorys
Ukończył studia na Wydziale Mechaniki Precyzyjnej Politechniki Warszawskiej, a następnie podjął pracę na uczelni jako wykładowca i pracownik akademicki (starszy asystent). Początkowo pracował w Wydziale Mechaniki Precyzyjnej, a następnie w Instytucie Meteorologii i Inżynierii Biomedycznej działającym przy Wydziale Mechatroniki. W 1978 obronił pracę doktorską pt. Wpływ błędów kinematycznych przekładni na dokładność wskazań czujników dźwigniowo-zębatych. 
Był specjalistą w zakresie konstrukcji i wdrożeń przemysłowej aparatury pomiarowej oraz urządzeń stosowanych w metrologii. Wiele jego rozwiązań zostało opatentowanych. W uznaniu dla dorobku naukowego i pracy naukowej został uhonorowany Złotym Krzyżem Zasługi oraz licznymi nagrodami państwowymi oraz przyznawanymi przez uczelnię.
Został pochowany 31 marca 2014 na cmentarzu Bródnowskim w Warszawie (kwatera 71A-3-22).